# Historia del nombre de Cantabria
Cantabria es el nombre que dieron los romanos en la Edad Antigua a un área cultural del norte de la península ibérica. De él derivan los nombres de la cordillera Cantábrica, el mar Cantábrico, la sierra de Cantabria, la Ciudad de Cantabria, el monte Cantabria, entre otros.[cita requerida]

“La Sierra de Cantabria al sur de la provincia de Álava (86), un lugar en León con idéntico nombre  y en cuya superficie había ruinas y una ermita de Santa Catalina de Cantabria (87)”.
José Manuel Iglesias Gil: “Estructura social, poblemiento y etnogenia de Cantabria” 

Igual procedencia deben tener en España el nombre de Cantabria, en el Norte peninsular, y sus gentes, los Cántabri. Seguramente deriva de *Canta-beri-a, cuyo segundo elemento está relacionado a la vez con las aguas y con su divinidad. De hecho, CANTABRIA aparece como teónimo en un epígrafe de Topusko, en la Pannonia superior dedicado a “Cantabria sacr(um) custod(es) eiusdem”.

Desde la Antigüedad hasta la actualidad, el nombre de Cantabria jamás ha dejado de emplearse por los habitantes de este territorio.[cita requerida] Cantabria constituyó durante más de mil años (200 a. C.-¿900? d. C.) una entidad étnica y geográfica claramente definida y reconocida con este nombre.[cita requerida] Dicha entidad peculiar, aun estando integrada en unidades superiores en dónde carecía de identidad política, mantuvo sus rasgos identitarios diferenciales hasta nuestros días durante el siguiente milenio,[cita requerida] y aunque se le denominó por parte del Estado o Poder Central de maneras diversas en distintas épocas (La Montaña, Montañas de Burgos, Montañas de Santander, Montañas de Burgos y Santander, provincia de Santander, etc.), nunca dejó de usarse el viejo nombre de Cantabria entre los habitantes de esta tierra, los cuales siempre se han considerado cántabros y no castellanos.[cita requerida] El auge registrado por tales términos de resonancia ancestral a lo largo de los siglos XVIII y XIX, continuó pujante durante el siglo XX, adquiriendo un carácter político claramente regionalista hasta 1936.
Como consecuencia de la Guerra Civil y marginación subsiguiente de las tendencias diferenciadoras y regionalistas decreció considerablemente el uso del nombre de Cantabria, que a nivel oficial quedó relegado a las federaciones deportivas, en las que sigue figurando Cantabria no como provincia, sino como región. Al finalizar el régimen franquista y con al advenimiento de la democracia, vuelve a popularizarse el nombre de Cantabria. En 1976, Ignacio Gómez-LLata, miembro de ADIC (Asociación para la Defensa de los Intereses de Cantabria), durante la presentación pública de esta asociación pronunció una frase que fue profética: A partir de ahora se hablará mucho más de Cantabria y mucho menos de Santander o La Montaña.[cita requerida]
No obstante, durante el Franquismo, en 1946 fue fundado el Hogar Provincial Cántabro cuya misión fue acoger a los niños desprotegidos. En 1953 se crea Radio Cantabria, la emisora provincial del Movimiento Nacional. En 1963, la Coral de Santander, heredera del Orfeón Cantabria fundado en 1890, pasa a denominarse Orfeón Cántabro. En 1967, la Diputación Provincial de Santander creó la Institución Cultural de Cantabria. Un año después, en 1968, esta misma entidad crea el Museo Etnográfico de Cantabria situado en la casa natal del militar Pedro Velarde, en Muriedas. En 1969, el Instituto Nacional de Previsión había inaugurado en Santander la Residencia Sanitaria "Cantabria" de la Seguridad Social, integrada en Valdecilla. Ese mismo año fue creada la Hermandad de Donantes de Sangre de Cantabria. Asimismo, diversos libros o publicaciones llevaron el nombre de Cantabria en sus títulos, tales como el libro Hijos ilustres de Cantabria que vistieron hábitos religiosos de Miguel de Asua y Campos (1945); La Marina Cántabra y Juan de la Cosa de Antonio Ballesteros Beretta (1954); Mitos y supersticiones de Cantabria de Adriano García-Lomas (1964); El lenguaje popular de la Cantabria montañesa (1966) de este mismo autor; Indianos de Cantabria de Manuel Pereda de la Reguera (1968); La Marina cántabra de Antonio Ballesteros Beretta (1968); Capitanes de Cantabria de Rafael González Echegaray (1970) o Escudos de Cantabria de Carmen González Echegaray (1972). También numerosos negocios privados titularon sus actividades con el nombre ancestral como Carbonera Cántabra, Talleres Artísticos Cantabria, Astilleros Cantabria, Academia Cantabria, Centro Cántabro de Yoga, etc. De igual manera, las denominaciones Cantabria, cántabros, cántabra, etc., se escribían todas los días en la prensa regional en referencia a la provincia de Santander.[cita requerida]
Curiosamente, fue durante el Franquismo, en 1963, cuando la Diputación Provincial de Santander, a iniciativa de su presidente, Pedro Escalante y Huidobro, propuso cambiar la denominación oficial de Provincia de Santander por la de Provincia de Cantabria, y así subsanar un error histórico producido en 1833, año en el que se crearon las actuales provincias españolas. En aquella época se le adjudicó a la provincia el nombre de Santander, capital del territorio, cuando los cántabros demandaban, como no podía ser de otra forma, el título de Provincia de Cantabria. A pesar de las gestiones realizadas por parte de la Diputación Provincial y del voto afirmativo de 99 de los 102 ayuntamientos que constituían la provincia, del Consejo Provincial del Movimiento Nacional (excepto la abstención del alcalde de Santander), de la Hermandad Nacional y Provincial de Alféreces Provisionales (por unanimidad), la petición no prosperó, sobre todo por la oposición del Ayuntamiento de Santander. Valdeprado del Río y Peñarrubia también consideraron que no era necesario el cambio de nombre.[cita requerida]
El 23 de marzo de 1964, Pedro Escalante dio a conocer el resultado de votos de los ayuntamientos, y entre otras consideraciones sobre el cambio de nombre, aducía las siguientes:
La Diputación Provincial de Santander, al haber planteado la reivindicación del nombre de Cantabria para esta provincia, no ha hecho otra cosa que tratar de dar estado preciso a algo que de una u otra forma ha ido permaneciendo a través de los siglos en nuestra historia y entre nuestros antepasados. (...) Nos solemos dar los de esta provincia el nombre de cántabros cuando queremos ensalzar nuestra fortaleza, reciedumbre y valor, y ciertamente el nombre de Cantabria no ha desaparecido nunca para nuestra provincia, conocida generalmente por Cantabria o por La Montaña. (...) Es notorio que nuestro pueblo busca la denominación de Cantabria cuando quiere expresar lo alegre, lo vibrante, lo decidido. De ahí que sea unánime la utilización del nombre de Cantabria para clubs deportivos, federaciones y acciones juveniles. Es decir, esa parte de los buenos de nuestro pueblo, cual es la juventud deportiva, tiene el nombre de Cantabria siempre en sus ideas y en sus corazones, y guarda para ella sugerencias de victorias y de impulsos nobles. (...) Se quiere con el respaldo de lo que, a pesar del tiempo y de los movimientos demográficos, nunca ha estado ausente de las conversaciones ni del dicho de cada día, ni de la prensa, en la que el nombre de Cantabria se escribe todos los días (...).
A comienzos de 1976, recién fallecido Francisco Franco, se publican en la prensa santanderina (Alerta, El Diario Montañés, La Hoja del Lunes...) numerosos artículos y cartas al director donde se reivindica el nombre de Cantabria para la provincia.[cita requerida]
Los primeros pasos hacia la oficialización del nombre regional histórico se producen en junio de 1978, cuando la entonces provincia de Santander aspiraba a un régimen preautonómico. Concretamente, el artículo 1 del borrador de preautonomía decía que Cantabria es la denominación del territorio que comprende los municipios incluidos en los límites administrativos de la actual Provincia de Santander.
La pervivencia del nombre de Cantabria entre las gentes de la provincia coexiste además con la consciencia de ser una comunidad regional dentro del concierto de los pueblos de España,[cita requerida] a pesar de no estar reconocida por el Estado ya que para este Cantabria era una más de las provincias de Castilla la Vieja. Benito Huerta Argenta, senador por Santander, decía el 12 de septiembre de 1978 que: Históricamente, entre nosotros, la gente que habita la tierra de Cantabria, siempre ha existido el criterio de que constituimos una comunidad claramente diferenciada de nuestras colindantes vasca, asturiana y castellana.
Tendría que llegar el 31 de enero de 1982, día de entrada en vigor del Estatuto de Autonomía de la Comunidad, para que la provincia de Santander acomodara su denominación a la que histórica y tradicionalmente le corresponde,[cita requerida] zanjando definitivamente una cuestión antigua entre las gentes de la región a la vez que un anhelo hondamente sentido. La Disposición Final del Estatuto de Autonomía dice: Recogiendo el sentir mayoritario ya expresado por la Diputación y Ayuntamientos de la actual provincia de Santander, la promulgación de este Estatuto conllevará automáticamente el cambio de denominación de la Provincia de Santander por Provincia de Cantabria. El Gobierno dictará las disposiciones oportunas para que en el plazo de un año se haya dado cumplimiento a las consecuencias derivadas de esta disposición final.